# Oberdahlhausen (Bochum)

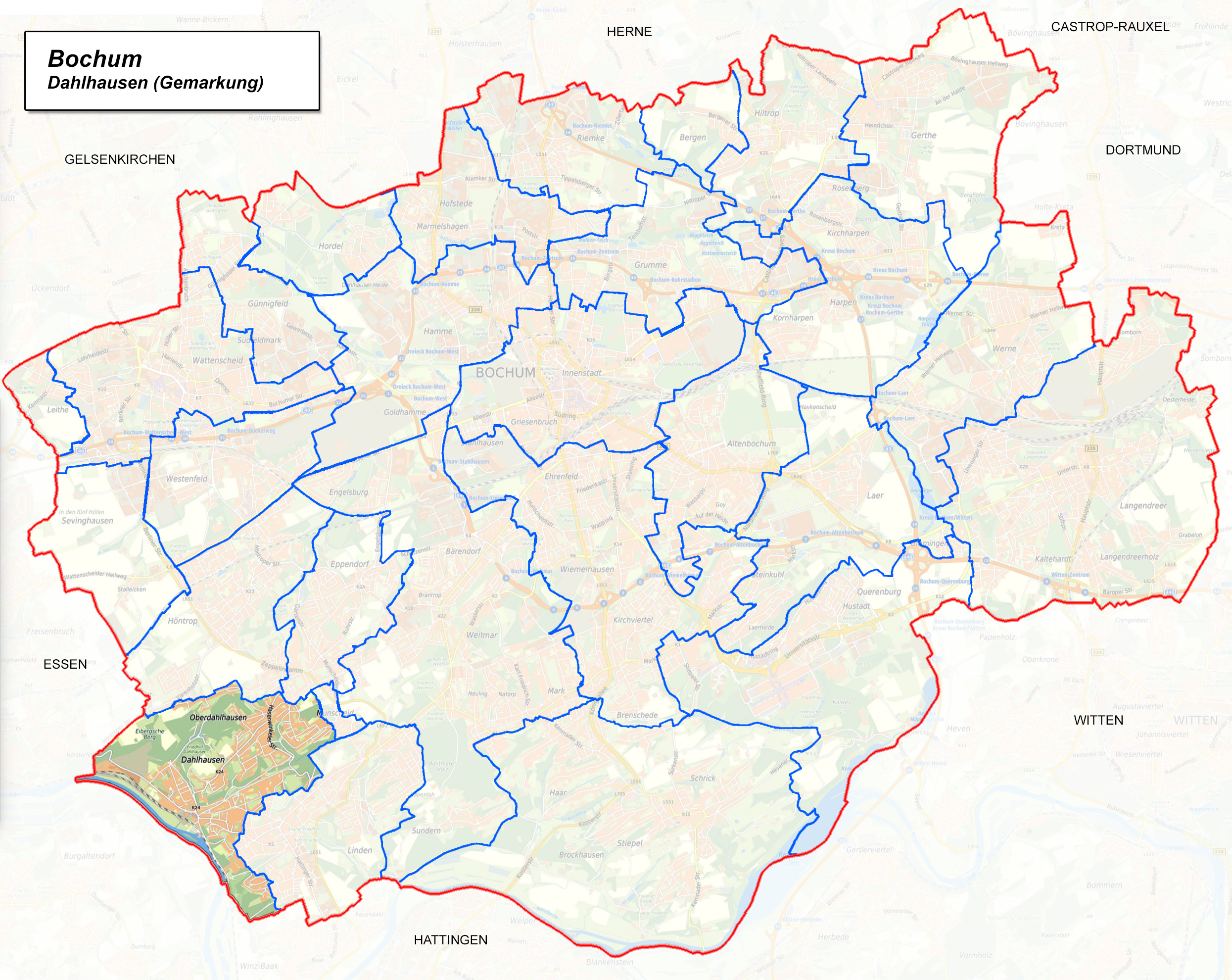
Oberdahlhausen in der Gemarkung Dahlhausen

Oberdahlhausen ist ein Ortsteil im Nordosten des Stadtteils / Gemarkung Dahlhausen der Stadt Bochum auf den Ruhrhöhen. Der Ortsteil gehört zum Bezirk Süd-West. 
Die Einkaufsmöglichkeiten erstrecken sich entlang der Hasenwinkeler Straße, darunter eine Filiale der Sparkasse, ein Lebensmittelladen von Netto (seit Dezember 2014, zuvor Edeka), eine Apotheke sowie eine Metzgerei. Die römisch-katholische Kirche errichtete hier die Kirche St. Engelbert. Es gibt einen ortsteilbezogenen Schützenverein Blau-Weiß 05 Bochum-Oberdahlhausen. Die CDU hat einen eigenen Ortsverband.